# Girls’ Frontline 2: Exilium
Girls’ Frontline 2: Exilium (кит. трад. 少女前線2：追放, упр. 少女前线2：追放, пиньинь Shàonǚ Qiánxiàn 2: Zhuīfàng) — пошаговая тактическая стратегия, разработанная китайской студией MICA Team. В игре игроки командуют отрядами андроидов, именуемых T-Dolls, которые используют огнестрельное оружие и холодное оружие ближнего боя. Является сиквелом к Girls' Frontline, действие которого происходит через десятилетие после завершающих событий предыдущей игры. Игра вышла в материковом Китае 21 декабря 2023 года, а затем была выпущена по всему миру 3 декабря 2024 года (компанией Darkwinter Software) и 5 декабря 2024 года (компанией HaoPlay) в зависимости от региона.

## Игровой процесс
Игровой процесс Girls' Frontline 2 построен вокруг изометрических пошаговых тактических сражений, подобных таким играм, как X-COM, Disgaea и Shadowrun. Игрок командует отрядом боевых единиц для выполнения миссий на тактической карте. Задачи включают уничтожение вражеских подразделений, захват стратегических точек, выживание во время волн противников или эвакуацию всех юнитов в точку извлечения. Игровые персонажи — боевые андроиды, известные во внутриигровой вселенной как T-Dolls, — приобретаются игроком через гача-систему, напоминающую механику из Genshin Impact, с помощью стандартных и сезонных баннеров, используя внутриигровую валюту. T-Dolls представляют собой андроидов женского пола в стиле аниме, дизайн персонажей которых вдохновлен реальным огнестрельным оружием.
T-Dolls классифицируются на четыре различных класса, а именно:
- Страж (Sentinel): Основные дамагеры с высоким уроном в секунду
- Бастион (Bulwark): Танки с высокой живучестью и защитными способностями
- Поддержка (Support): Юниты с возможностями исцеления и усиления
- Авангард (Vanguard): Юниты с высокой мобильностью, способные проводить маневры обхода противников в укрытии

Помимо стандартной атаки и пассивного навыка, Т-Dolls обладают особыми активными способностями, которые расходуют конфектный индекс (confectance index) — аналог очков способностей в классических ролевых играх. Эти способности обеспечивают уникальные наступательные или оборонительные возможности в зависимости от типа Т-Doll. Конфектный индекс восполняется со временем или при использовании определённых активных способностей.
Каждая боевая единица, как под управлением игрока, так и противника, имеет индекс стабильности, постепенно снижающийся при получении атак. При достижении нулевого значения происходит дестабилизация, снижающая защитные свойства укрытий. На боевой карте расположены различные укрытия, уменьшающие получаемый урон. Игрок может преодолеть защиту вражеских укрытий через обход с фланга, атаки по области, ближний бой, использование возвышенностей, нейтрализующих эффективность укрытий, или снижение индекса стабильности противника до нуля. К другим элементам окружения относятся опасные зоны, вызывающие повреждения или негативные статусные эффекты, а также интерактивные механизмы, контролирующие лифты, конвейеры или турели на поле боя.
Боевые возможности T-Dolls могут быть усилены путём повышения уровня их подготовки, изменения оружия и навесного оборудования, укрепления Т-Doll с помощью дубликатов, полученных через гача-систему, разблокировки узлов усиления на нейронной спирали каждой T-Doll, а также экипировки ключей, модифицирующих способности или характеристики.
Вне сражений игрок может посещать T-Dolls в их общежитии, наблюдая за их повседневной деятельностью и преподнося подарки для повышения уровня привязанности, что обеспечивает незначительное увеличение характеристик в бою. За пределами основной игры доступно изучение дополнительной внутриигровой предыстории через меню «Traceback». Ограниченные по времени сезонные события также включали разнообразные мини-игры: рельсовый шутер, пародирующий эстетику Goddess of Victory: Nikke, пародию на настольную игру «Монополия», shoot 'em up, напоминающий геймплей Vampire Survivors, и симулятор управления кафе.

## Сеттинг
Сюжет игры развивается спустя десятилетие после событий заключительной главы кампании Girls' Frontline. T-Dolls, которых ранее называли исключительно по наименованиям огнестрельного оружия, записанного в их ядрах управления огнём, начинают выбирать новые, более человеческие личные имена в качестве позывных по личным или профессиональным соображениям. По мере роспуска и реструктуризации частной военной компании Griffin & Kryuger многие T-Dolls вступают в иные организации или обустраиваются в гражданской жизни. Одновременно с этим URNC, увеличивая свой размер и влияние, инициирует крупный проект по очистке зон, поражённых радиацией Коллапса, для возможности повторного заселения людьми.
Игрок выступает в роли «Командира», который в конце предыдущей игры ушел в отставку из Griffin & Kryuger после катастрофической военной операции во Франкфурте. Впоследствии теневые члены Россартриста вынудили Командира подписать контракт, запрещающий контакты с бывшими подчиненными T-Dolls из Griffin & Kryuger, и отправиться в изгнание в зараженную зону — это было условием сохранения жизни. Там Командир становится охотником за головами, выполняющим различные задания за вознаграждение, путешествуя в Мобильной Базе «Элмо», в сопровождении команды из трех T-Dolls и механика по имени Мэйлинг.
Во время выполнения задания по доставке груза, полученного от BRIEF, на команду Командира нападают бандиты Варъягеры. После ухода от боевого столкновения они пополняют запасы у торговки черного рынка по имени Полудница, которая делится информацией о подозрительной природе принятого ими задания. Решив двигаться к Великой Стене Железной дороги на границе зараженной зоны, команда Командира делает крюк через Порт Вест — район с враждебной местностью, кишащей ELIDs, — с целью устранить преследующих их Варъягеров. Там они встречают Кольф, гражданскую T-Doll, которая просит разоешения присоединиться к команде и модифицировать своё тело ядром управления огнём. Команда не подозревает, что тот же клиент, который заказал доставку груза, нанял бандитов Варъягеров для устранения Командира и обеспечения сохранности груза.
Осматривая груз для доставки, команда Командира обнаруживает, что в ящике находится девочка по имени Хелена — объект экспериментов над людьми, по-видимому, иммунная к пагубному воздействию радиации Коллапса. Клиент связывается с командой и просит о встрече по указанным координатам. Тем временем в телефонном разговоре бывшая сотрудница Griffin & Kryuger Калина поручает Командиру встретиться с ней в ODE-01, городе-спутник Одессы, вследствие чего команда Командира разделяется. Когда T-Dolls достигают точки встречи, клиент устраивает засаду, но после перестрелки его задерживают. Однако клиента оперативно спасает враждебная T-Doll по имени Секстанс, и они уходят. В то же время Калина сообщает Командиру, что теперь работает в Управлении невоенными силами URNC, и именно она выдала задание, чтобы обеспечить безопасную передачу человеческого образца.
Одна из подчиненных Калины T-Dolls, Ленна, замечает правоохранительные органы, направляющиеся для задержания Командира, что вынуждает его скрыться, при этом потеряв след Хелены. Ленна объясняет, что в дело с человеческим образцом вовлечена корпорация Жирар Груп — крупный производственный конгломерат. После воссоединения с командой они совершают налет на объект, где клиент удерживал Хелену, а затем убегают на автомобиле, пытаясь сесть на поезд до Киева, но сталкиваются с ещё одной враждебной T-Doll, Дартур, которая атакует их. Сотрудники правоохранительных органов Одессы под командованием клиента проводят рейд на офис Калины и готовятся осуществить её внесудебную казнь, однако им мешает Ленна, прибывающая в последний момент на боевом вертолёте.
После побега из Одессы Командир получает сообщение от Калины о том, что место встречи изменено на заброшенную фабрику в Жёлтой Зоне. В итоге выясняется, что их каналы связи были скомпрометированы, поскольку они оказываются в ловушке, устроенной Дартур. После победы над Дартур в перестрелке, Калина связывается с ними, прося Командира продолжать путь к Киеву и пополнить запасы у нелегального торговца по имени Сага. Команда обнаруживает лагерь Варъягеров в Бихоре и быстро подавляет их, только чтобы затем увидеть, как эта же банда Варъягеров совершает налёт на лагерь Саги. Во время встречи с закутанным в капюшон членом культа Парадеус, Кольф скрытно отделяется от остальной команды. Команда в поисках Кольф обнаруживает, что Парадеус действует из скоплений человеческих поселений в зараженной зоне. Кролик и Веплей находят Кольф среди толпы закутанных в капюшоны последователей Парадеуса на заброшенной фабрике, где она стремится отомстить за своих павших товарищей. Преследуемые разгневанными последователями, они совершают побег, а прибывшие Гроза и Немезида оказывают им поддержку.
Во время разведки Кролик и Немезида замечают лидера Парадеуса по имени Нитер, которого они захватывают и доставляют на борт МБМ «Элмо». Увидев руку Нитера, Командир определяет её как полу-человека, полу-робота Нюто, часто используемого Парадеусом. Нитер замечает терминал управления МБМ и пытается удаленно взломать его систему, а затем вырывается из захвата Кролика, что приводит к короткой схватке в операционной комнате, прежде чем её снова обезвреживают. После изменения планов группа решает прикрепить к Нитеру следящее устройство и отпустить её с целью обнаружения ближайшего собрания Парадеуса. Хелена настаивает на участии в проникновении в сборище в маскировочных капюшонах, и там они обнаруживают Крифиума, бывшего Варъягера и цель возмездия Кольф, присутствующего на проводимой процессии. Во время церемонии у члена культа, по-видимому, исчезают симптомы ELID, однако вскоре команда теряет маскировку, поскольку процессия вызывает трансформацию тела Крифиума, который начинает беспорядочно атаковать участников, в то время как состояние Хелены ухудшается, а её автономная система защиты открывает огонь по собравшимся. Кольф пытается допросить Крифиума, но тот остаётся безучастным, к её разочарованию. В разгар хаоса Секстанс раскрывает своё присутствие и преследует команду, которая покидает место происшествия на воздушном дроне и возвращается на МБМ «Элмо».
После отчёта Грозы о миссии команду прерывает Секстанс, прибывшая в погоню за МБМ «Элмо» вместе с группой членов Парадеуса; Секстанс демонстрирует обширные повреждения корпуса и, похоже, не помнит о своём прошлом. Ленна связывается с Командиром для обновления оперативной обстановки и вызывает Данделион для помощи команде, которая затем проникает в системы МБМ «Элмо». После того как команда обезвреживает Секстанс, Ленна информирует Командира о просьбе Калины передать Хелену персоналу Управления невоенными силами, расположенному во Львове, а также о просьбе Отряда 404, бывших подчинённых Командира из Griffin, об огневой поддержке, что приводит к решению разделить команду МБМ «Элмо», чтобы Гроза могла наблюдать за Секстанс. Данделион захватывает робота Динергейт для сопровождения Командира, Хелены и Кольфн во Львов, и во время полёта на воздушном дроне у Хелены вновь ухудшается состояние, активируя её автономную защитную систему, которая повреждает дрон; летательный аппарат теряет стабильность, и Хелена катапультируется. В то же время вдалеке происходит перестрелка между отрядами ЧВК и крупномасштабным ELID. Дрон совершает экстренную посадку, и группу быстро окружают приближающиеся враждебные силы ЧВК, однако крупный ELID внезапно атакует группу Командира, врезаясь в здание, где они укрылись. Восстановив сознание, Командир обнаруживает, что Хелена вытаскивает их из-под обломков своими руками. Вместе с Данделион группа направляется в ближайший подземный туннель для укрытия, где обнаруживает лабораторию Парадеуса для экспериментов над людьми.

## Персонажи

### Игровые персонажи

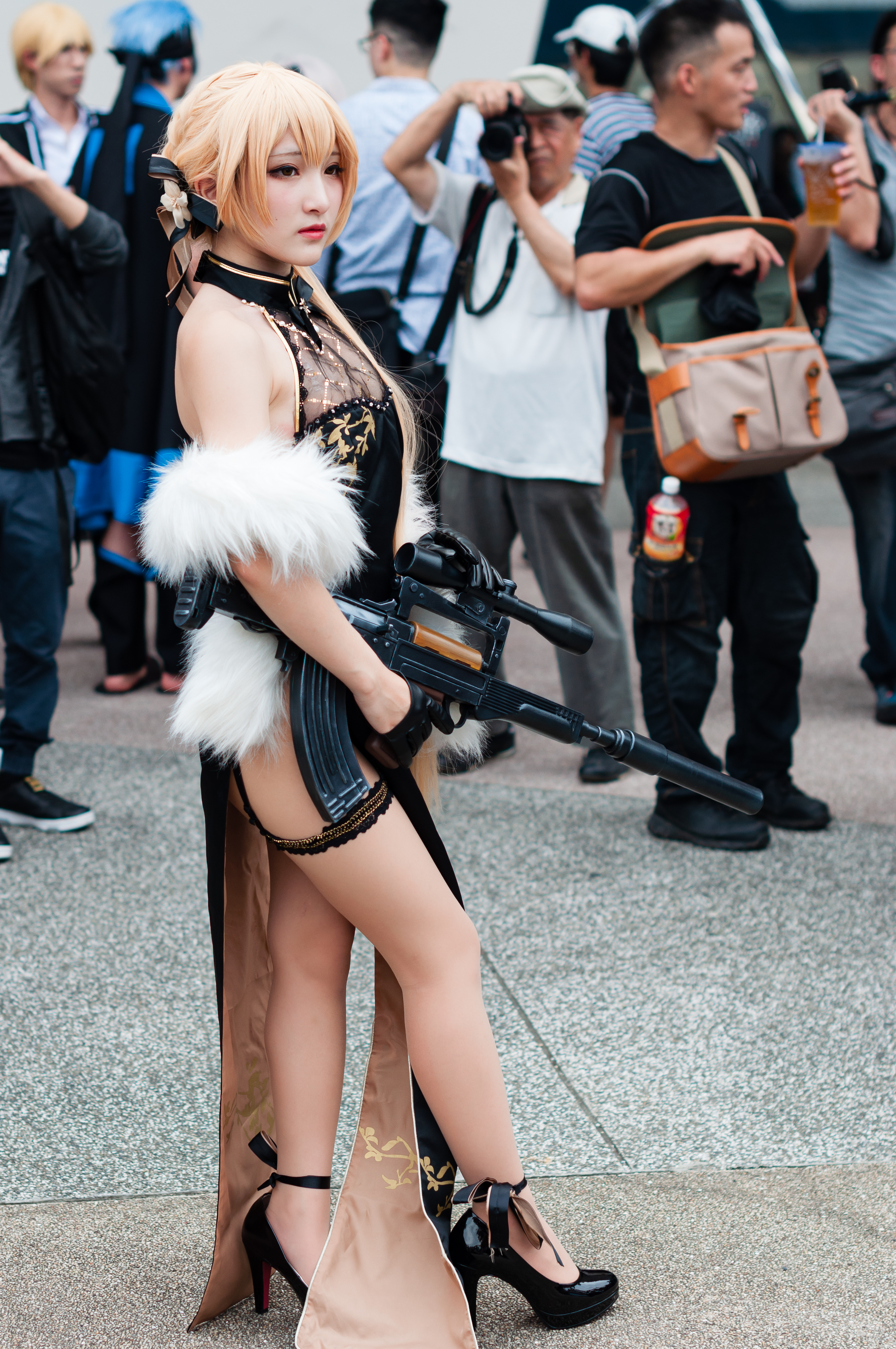
Косплей Грозы

Гроза (кит. упр. 闪电, пиньинь Shǎndiàn; произношениео файле)
Сэйю: Zhang Jen (китайский); Марина Иноуэ (японский); Ли Дэ-ун (корейский)
T-Doll, вооружённая ОЦ-14 «Гроза», первоначально принадлежавшая компании «Гриффин и Крюгер». После расформирования ЧВК была передана органам государственной безопасности. Командир обнаруживает повреждённую Грозу под завалами до начала основных событий игры. После активации Гроза не сохранила воспоминаний о событиях, предшествовавших её обнаружению Командиром.
Немезида (кит. упр. 纳美西丝, пиньинь Nàměixīsī; произношениео файле)
Сэйю: Qin Ziyi (китайский); Ая Эндо (японский); Шин На-ри (корейский)
T-Doll, вооруженная OM 50 Nemesis, занимающая позицию снайпера в составе команды. Вследствие неисправности языкового модуля способна коммуницировать только с помощью стихотворных загадок.
Кролик (кит. упр. 克罗丽科, пиньинь Kèluólìkē; произношениео файле)
Сэйю: MAO (китайский); Саяка Охара (японский); Сон Ха-рим (корейский)
T-Doll с кроличьими ушами, вооружённая клинком ближнего боя. Помимо боевых задач выполняет функции неофициального переводчика для Немезиды в составе команды.
Кольф (кит. упр. 寇尔芙, пиньинь Kòuěrfú; произношениео файле)
Сэйю: Shi Haku (китайский); Наоми Озора (японский); Сон Йе-вон (корейский)
Бывшая гражданская медицинская T-Doll, присоединившаяся к команде Командира после того, как весь её медицинский полк был уничтожен во время атаки ELID. Осталась единственной выжившей. Вооружена пистолетом Taurus Curve.
Веплей (кит. упр. 维普蕾, пиньинь Wéipǔlěi; произношениео файле)
Сэйю: Cotton Candy (китайский); Хитоми Харада (японский); Чон Хе-вон (корейский)
T-Doll, выступающая в роли «идола»-исполнительницы, которую Командир получил от торговца чёрного рынка Саги. Оснащена ружьём Вепрь-12.

### Второстепенные персонажи

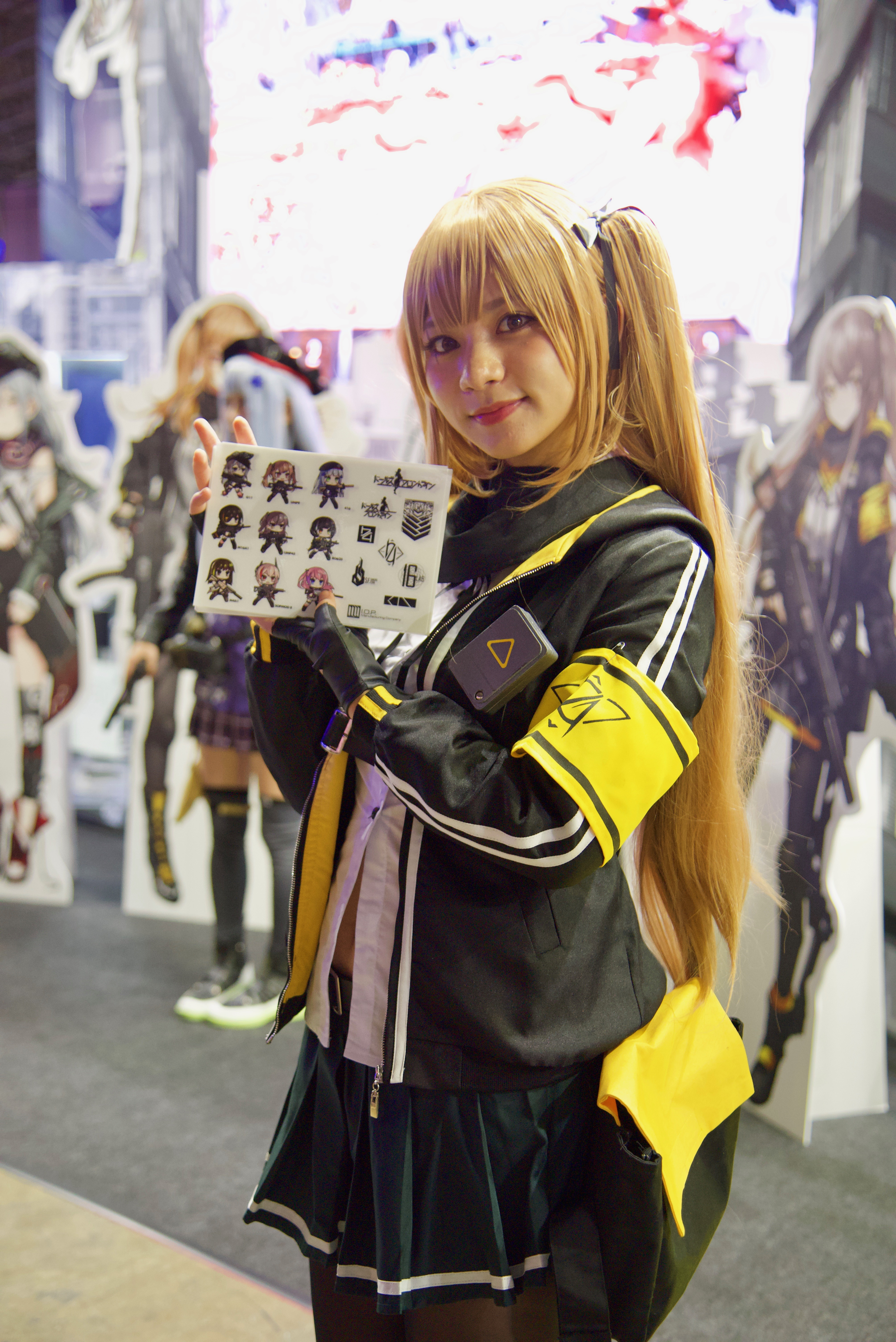
Косплей Ленны

Мэйлинг (кит. упр. 美玲, пиньинь Měilíng; произношениео файле)
Сэйю: Liu Wen (китайский); Мадока Асахина (японский); Ким Ха-ру (корейский)
Механик мобильной базы «Элмо», используемой Командиром в качестве транспорта для дальних перемещений и операционного центра.
Калина (кит. упр. 格琳娜, пиньинь Gélínnà; произношениео файле)
Сэйю: Tsumao (китайский); Нао Тояма (японский); Ли Джи-хён (корейский)
Бывшая сотрудница Командира из ЧВК «Гриффин и Крюгер», впоследствии ставшая чиновником в Администрации невоенных сил.
Ленна (кит. упр. 莱娜, пиньинь Láinà; произношениео файле)
Сэйю: Hou Xiaofei (китайский); Мамико Ното (японский); Ли Сэ-а (корейский)
T-Doll, прежде фигурировавшая под обозначением UMP9 в Girls' Frontline, впоследствии сменившая имя. Ранее находилась в подчинении у Командира в составе «Гриффин и Крюгер», ныне работает под началом Калины вместе со своей сестрой Левой (бывшей UMP45 в Girls' Frontline).
Данделион (кит. упр. 丹德莱, пиньинь Dāndélái; произношениео файле)
Искусственное сознание OGAS, возникшее из нейронного облака M4A1 и развившее собственную независимую волю во время предыдущей игры. Проникает в системы мобильной базы «Эльмо» и оказывает поддержку Командиру, специализируясь на электронной войне и обработке данных.
Полудница (кит. упр. 佩妮泽, пиньинь Pèinīzé; произношениео файле)
Известный подпольный торговец в Восточной Европе.
Сага (кит. упр. 萨珈, пиньинь Sàjiā; произношениео файле)
Подпольный торговец, базирующийся у Черного моря.

### Персонажи сезонных событий
Ульрид (кит. упр. 乌尔丽德, пиньинь Wūěrlìdé; произношениео файле)
Сэйю: Ju Huahua (китайский); Юка Сайто (японский); Мун Ю-чжон (корейский)
T-Doll ближнего боя, вооружённая длинным мечом (langes Messer, тип 5a), главная героиня ограниченного по времени события «Странники Стеклянного острова». Будучи лидером кочующей коммуны обездоленных T-Doll, расположенной между Отроковице и Злином в зоне заражения, Ульрид столкнулась с угрозой постепенного истощения запасов коммуны. Ситуация изменилась после обнаружения заброшенной термоэлектрической станции, заражённой ELID, но содержащей необходимые для выживания ресурсы. По настоянию Ульрид все решения в коммуне принимаются путём демократического голосования, однако воздержание многих T-Doll и их нежелание участвовать в рискованной экспедиции для получения припасов с электростанции создаёт постоянный конфликт между Ульрид и другими членами коммуны. После голосования с минимальным перевесом коммуна исследует электростанцию и обнаруживает большое количество сельскохозяйственных припасов и оборудования. В ходе исследования выясняется, что станция изначально предназначалась для экспериментального выращивания растений в зоне заражения, а ELID привлекались излучением Коллапса из охладительных башен. Коммуна подвергается нападению защитных автоматонов и таинственной T-Doll, охраняющей экспериментальный объект, что приводит к значительным потерям. После отключения охладительных башен и нейтрализации враждебной T-Doll коммуна решает обосноваться на электростанции.
Суоми (кит. упр. 索米, пиньинь Suǒmǐ; произношениео файле)
Сэйю: Tao Dian (китайский); Аки Тоёсаки (японский); Ли Бо-хи (корейский)
T-Doll, вооруженная Suomi KP/-31, первоначально часть сообщества T-Dolls Ульрид, найденная Командиром во время неудачной экспедиции за припасами.
Макиатто (кит. упр. 玛绮朵, пиньинь Mǎqǐduǒ; произношениео файле)
Сэйю: Xie Ying (китайский); Харука Томацу (японский); Ли Мён-хо (корейский)

T-Doll снайперского типа, ранее известная как WA2000 в Girls' Frontline, протагонист ограниченного по времени события «Квартет рапсодии». После событий предыдущей игры Макиатто нашла убежище в кофейне «Цуккеро», расположенной в городе-спутнике CHE-02 в Черкассах, которой управляет Спрингфилд и где работают T-Dolls, в ожидании истечения контракта Командира. Однажды, возвращаясь с покупками, сотрудницы «Цуккеро» Шарки и Центауреисси становятся свидетелями инцидента, когда охранные боты, по-видимому вышедшие из строя, атакуют автомобиль и его водителя на улице. В возникшей неразберихе T-Dolls по ошибке путают груз водителя со своими коробками покупок и обнаруживают, что принесённые в кафе коробки содержат оружие военного образца. Впоследствии в CHE-02 вводится режим чрезвычайного комендантского часа, а Лева связывается со Спрингфилд, запрашивая помощь в задержании преступников, причастных к контрабанде оружия. С целью вывезти незаконный груз из кафе, чтобы избежать проблем с властями и преступными группировками, Макиатто отключает связь между камерами безопасности в складском районе порта Вантини и серверами Департамента общественной безопасности, в то время как Центауреисси перевозит ящики мусоровозом, однако вскоре они обнаруживают, что территория находится под усиленным патрулированием охранных роботов, принадлежащих контрабандистам оружия. Центаурисси задерживается одним из наемников, однако блефует, убеждая его, что была направлена для доставки контрабанды. Когда её отводят на грузовое судно, пришвартованное у пирса, для встречи с главарём, Макиатто незаметно следует за ними. Перестрелка начинается после того, как прикрытие Центаурисси раскрывается водителем, изначально перевозившим оружие и узнавшим её лицо. После встречи со Спрингфилд и Шарки группа разделяется, чтобы преследовать главаря и отвлечь внимание Департамента общественной безопасности. После задержания главаря к месту происшествия приближаются полицейские дроны, и T-Dolls скрываются по воде.
Дайянь (кит. упр. 黛烟, пиньинь Dàiyān; произношениео файле)
Сэйю: Liu Zhixiao (китайский); Масуми Тадзава (японский); Са Мун-ён (корейский)

T-Doll и странствующая исполнительница на гучжэне, ранее в Girls' Frontline носившая имя Type 95, протагонист ограниченного по времени события «Среди крыльев отчаяния». Во время путешествия вместе с T-Dolls Цзянъюй и Чжаохуэй Дайянь становится свидетелем серии взрывов от вторжения ELID, прорвавшего карантинную стену на станции межконтинентальной железной дороги, и обнаруживает повреждённую T-Doll, лежащую без сознания на земле. После перезапуска выясняется, что это Кольф, которая рассказывает, что была разлучена с Командиром и Хеленой после атаки ELID. Осознав, что командир Кольф — тот же самый, кто ранее руководил ею в ЧВК Griffin & Kryuger, Дайянь решает помочь Кольф в поисках. Поскольку в Хелену вживлён трекер, Кольф удаётся определить её местоположение — подземный объект неподалёку. После прохождения патрулирующих территорию отрядов ЧВК и проникновения на объект группа обнаруживает на всём протяжении коридоров гротескную картину растительности, состоящей из мяса, и стеклянные резервуары для экспериментов над людьми с гравировками Парадеус. Достигнув огромной ямы, команда сталкивается с культистами Парадеус, совершающими массовое самоубийство и скармливающими свои тела гигантскому ELID внизу. После уничтожения ELID и извлечения Хелены из его тела появляется другой клон Хелены, раскрывая, что многочисленные клоны изначально были ритуальными субъектами Парадеус. В момент, когда одна Хелена готовится убить другую, Командир бросается на помощь, схватив Хелену, а Данделион деактивирует защитную систему второй Хелены. После краткого воссоединения Командира с бывшими T-Doll «Гриффин» из группы Дайянь, когда враждебная ЧВК начинает штурм объекта, Командир получает сообщение от Макиатто и Центаурисси, отреагировавших на сигнал бедствия, отправленный Данделион после падения дрона, и также направляющихся к объекту.
Душевная (кит. упр. 杜莎妮, пиньинь Dùshānī; произношениео файле)
Сэйю: Wu Zheru (китайский); Эри Озеки (японский); О Ро-а (корейский)
T-Doll снайперского типа с открытыми механическими суставами, говорящая в манере «тюнибё», ранее известная как КСВК в Girls' Frontline. Является протагонистом ограниченного по времени события «Остановочная станция». Непосредственно после завершения событий «Странников Стеклянного острова» коммуна T-Doll под руководством Ульрид начинает очищать электростанцию от враждебных элементов с намерением найти там убежище. Душевная мучительно размышляет, стоит ли ей остаться в коммуне, и, спросив Ульрид, может ли она как-то отблагодарить коммуну за гостеприимство, получает совет поинтересоваться, нуждаются ли другие T-Doll в её помощи. Во время совместного похода за припасами Лотта делится с Душевной своим желанием возобновить работу экспериментальной фермы под электростанцией. Позже, помогая Бальтильде в получении погрузчика из подземного объекта, Душевная рассказывает ей о желании Лотты. Несмотря на первоначальные сомнения в осуществимости такого плана, Бальтильда разрабатывает схему реактивации механизма снижения излучения Коллапса на объекте после того, как Душевная делится с ней экспериментальными записями, случайно полученными с серверов электростанции. Когда пара пытается запустить устройство, активируется защитный автоматон, идентифицирующий T-Doll как нарушителей, однако автоматон оперативно уничтожается прибывшей на место Ульрид. С устройством, которое теперь можно перезапустить, Ульрид выражает желание, чтобы Душевная осталась с сообществом, на что та соглашается.

## Разработка
Во время трансляции в мае 2020 года, посвящённой четвёртой годовщине Girls' Frontline, продюсер игры Юйчжун анонсировал четыре новые игры во вселенной Girls' Frontline. Girls' Frontline 2 была представлена как тактическая игра с механиками исследования и развития персонажей. Команда разработчиков первоначально рассматривала различные жанровые варианты, включая симуляторы жизни и стратегии в реальном времени, однако в итоге остановила выбор на пошаговой тактической игре, поскольку разработчики уже имели опыт в этом жанре, считали его идеальным для повествования, а схемы управления интуитивно понятны как на мобильных устройствах, так и на персональных компьютерах.
В интервью 2021 года Юйчжун заявил, что Girls' Frontline 2 — первая попытка студии создать трёхмерную игру. В отличие от более простого дизайна предыдущей игры, Girls' Frontline 2 использует свободно регулируемую перспективу от третьего лица с видом сверху. Производственная команда также совместила использование более реалистичного физически корректного рендеринга для объектов и окружения с нефотореалистичным рендерингом персонажей в стиле аниме как часть дизайна эстетики игры, гармонично сочетая характеристики моэ и реализма без нарушения погружения. Были созданы боевые карты с разнообразными интерьерами и экстерьерами, а также с вариациями времени суток и сезонов для создания атмосферы реализма в постапокалиптическом пустошном окружении игры. В 2023 году Sunborn Network Technology (материнская компания MICA Team) зарегистрировала патенты на различные компоненты рендеринга игры в Патентном ведомстве Китая, включая «метод рендеринга шёлковых чулок» и «метод рендеринга пуха на одежде персонажей».
Основываясь на отзывах пользователей после первоначального релиза игры в Китае, разработчики понизили сложность уровней кампании, а также внедрили различные оптимизации и улучшения пользовательского опыта. Во время празднования годовщины запуска игры в Китае были анонсированы новые функции для будущего обновления, включая полностью исследуемую и интерактивную операционную базу.
В интервью MICA Team заявила, что затраты на разработку игры превышают 100 миллионов юаней (1,25 миллиарда рублей). Время разработки каждого отдельного игрового персонажа составляет приблизительно 6 месяцев.

## Выпуск
Разработка игры Girls' Frontline 2 была впервые анонсирована в мае 2020 года, а в марте 2023 года игра получила одобрение Главного управления прессы и публикаций Китайской Народной Республики. Игра прошла несколько последовательных этапов закрытого бета-тестирования: 29 июня 2021 года, 18 октября 2021 года, 20 июля 2023 года и 28 сентября 2023 года, после чего была выпущена в Китае 21 декабря 2023 года.
Англоязычная локализация игры была анонсирована 20 июля 2024 года, а предварительная регистрация началась 24 сентября 2024 года. Игра была выпущена в Северной Америке, Австралии, Новой Зеландии, Ирландии и ряде других стран 3 декабря 2024 года (издатель — Sunborn Network Technology, действующий под именем Darkwinter Software), а в большинстве европейских стран, Великобритании, Японии, Южной Корее, Тайване и других странах — 5 декабря 2024 года (издатель — Peiyu Digital Entertainment, действующий под именем HaoPlay).

## Критика

### Китайская версия
Предварительная регистрация на китайскую версию игры превысила 4,74 миллиона игроков до выхода игры. В день запуска в Китае, Girls’ Frontline 2 заняла второе место среди всех бесплатных игр в национальных чартах.
Рецензия на китайскую версию игры от «Gcores» хвалит эстетику игры и качество анимации. Аналогично, «Youxi Putao» положительно отмечает анимацию и использование камеры в экспозиционных сценах игры, и указывает, что игра хорошо выделяется среди других тактических игр с аниме-эстетикой на рынке.

### Глобальная версия
6 декабря 2024 года продюсер игры Юйчжун объявил, что в первый день глобального релиза к проекту присоединились два миллиона игроков. Сразу после выхода игра заняла 3-е место в магазине Google Play и 5-е место в Apple App Store Южной Кореи. Согласно «Отчёту о тенденциях и перспективах индустрии видеоигр Китая 2025», опубликованному китайской аналитической компанией CNG, мировая версия игры достигла оборота свыше 100 миллионов юаней (1,25 миллиарда рублей) в первые 3 дня после выпуска. К концу года предполагаемая общая выручка глобальной версии составила 400 миллионов юаней (5 миллиардов рублей). Южнокорейское игровое издание ThisIsGame сообщило, что игра достигла 590 000 ежемесячно активных пользователей в Южной Корее в декабре 2024 года, став наиболее популярной игрой в аниме-стиле в стране за этот месяц, согласно рыночным данным корейской аналитической платформы Mobile Index.
В статье для издания ThisIsGame Ким Сын Джу связывает успех игры в Южной Корее с рядом факторов, включая существующую популярность предыдущей части серии и хорошо развитую фандомную субкультуру, охватывающую вторичные произведения и интернет-мемы, ценообразование различных внутриигровых микротранзакций в диапазоне от 20 000 до 60 000 вон, восприятие проекта как искреннего увлечения разработчиков (в качестве примера приводится внимание к таким деталям, как соблюдение правил обращения с оружием, что обычно замечают только энтузиасты огнестрельного оружия), а также сниженный порог сложности для жанра, который обычно воспринимается как высокосложный (упоминая систему «вероятности попадания» в серии XCOM как распространённый источник разочарования игроков, при этом данный механизм отсутствует в Girls' Frontline 2). Он также отмечает, что многие ранние поклонники Girls' Frontline были студентами на момент выхода первой части, а к 2024 году достигли середины-конца 20-летнего возраста и обладают большим количеством свободных средств, что естественным образом повысило их способность совершать внутриигровые покупки.
Чанг Минён, пишущий для «Sisa Journal», утверждает, что жанр пошаговых тактических игр не является популярным в мобильном игровом рынке, и что Girls’ Frontline 2 успешно снижает обычные барьеры входа для этого жанра. Дес Миллер из «RPGFan» называет игру «Лучшим Сюрпризом Года» за 2024 год, отмечая, что игра предлагает удовлетворительное разнообразие в разработке персонажей и что удовольствие от прохождения карт более высокой сложности в конце игры заключается в поиске оптимальных командных составлений, одновременно хваля персонажей и написание сюжета. Макс Галлант из «GameRant» пишет, что стиль игры не привлечёт многих игроков, однако она все равно остается приятным бесплатным проектом с глубоким миростроением.
Сразу после выхода игры на платформе Steam 11 февраля 2025 года версия игры, опубликованная Darkwinter, получила «очень положительные» отзывы пользователей Steam; в то время как версия, опубликованная HaoPlay, получила гораздо более прохладные отзывы, имея только 67 % положительных отзывов на Steam, с распространенными жалобами пользователей, включая высокую цену микротранзакций для игры на Steam по сравнению с другими платформами и отдельным клиентом для ПК, технические проблемы с запуском на Steam и недостаточную коммуникацию и подготовку издателя перед выходом.

## Комментарии
1. ↑  В предыдущей игре каждая T-Doll называлась в честь конкретного вида оружия, например, M16A1 или АК-12. В рамках сюжета это объясняется как стандартная операционная процедура ЧВК «Griffin & Kryuger».
2. ↑  „Union of Rossartrist Nations Coalition“ (кит. упр. 联合政府罗克萨特主义合众国联盟, буквально: «Союз Коалиции Наций Россартриста»), наднациональное объединение, которое до 2063 года контролировало США, Канаду, Германию, Израиль, Францию, Австралию и Нео-Советский Союз, и к моменту событий Girls’ Frontline 2 в 2074 году расширило свое влияние на Южную Америку и северную Азию.
3. ↑  „Bounty Hunter Rights Expansion Federation“ (кит. упр. 赏金猎人权益拓展及推进协会, буквально: «Федерация по расширению прав охотников за головами»), регулирующий орган для охотников за головами.
4. ↑  „Eurosky Low-Emission Infectious Disease“ (кит. упр. 广域性低辐射感染症, буквально: «Евроски Низкоэмиссионное Инфекционное Заболевание»), враждебные существа, зараженные радиацией Коллапса.
5. 1 2  Версии игры от Darkwinter и HaoPlay имеют отдельные записи в магазине на платформе Steam и ограничены по регионам в зависимости от геолокации игрока. Игроки, находящиеся в странах, где HaoPlay публикует игру, не могут получить доступ к странице на Steam для версии Darkwinter, и наоборот; кроме того, прогресс игрока в игре не синхронизируется между двумя версиями игры.